# Camino de Santiago Alcarreño
Las Rutas Jacobeas Alcarreñas son las que conectan la ciudad de Guadalajara con la ruta de Madrid en Manzanares el Real o con la de la Lana en Riofrío del Llano. Por uno u otro camino, los peregrinos llegan al Camino de Santiago Francés.
La dotación de infraestructuras y señalizaciones, así como la disponibilidad de guías o bibliografía relacionada con estos caminos es más que deficiente. Sólo algunos tramos están siendo estudiados y dotados de algún tipo de señalización.

## Ruta alcarreña occidental
| Población             | Provincia   | A Santiago (km) | Web                                                       |
| --------------------- | ----------- | --------------- | --------------------------------------------------------- |
| Guadalajara           | Guadalajara | 726             |                                                           |
| El Casar              | Guadalajara | 698             |                                                           |
| El Vellón             | Madrid      | 679             | Archivado el 30 de septiembre de 2007 en Wayback Machine. |
| Guadalix de la Sierra | Madrid      | 666             | Archivado el 25 de agosto de 2007 en Wayback Machine.     |
| Soto del Real         | Madrid      | 656             |                                                           |
| Manzanares el Real    | Madrid      | 648             |                                                           |

## Ruta alcarreña oriental
| Población         | Provincia   | A Santiago (km) | Web                                                      |
| ----------------- | ----------- | --------------- | -------------------------------------------------------- |
| Guadalajara       | Guadalajara | 766             |                                                          |
| Ciruelas          | Guadalajara | 747             | Archivado el 5 de septiembre de 2007 en Wayback Machine. |
| Hita              | Guadalajara | 735             |                                                          |
| Jadraque          | Guadalajara | 716             |                                                          |
| Riofrío del Llano | Guadalajara | 688             | Archivado el 5 de septiembre de 2007 en Wayback Machine. |

## Patrimonio de la ruta
- - La Pedriza.
  - Concatedral de Santa María de Guadalajara.
  - El Calvario en El Casar.
  - Ermita de Nuestra Señora de la Peña Sacra en Manzanares el Real.
  - Iglesia de la Asunción en El Casar.
  - Iglesia de Nuestra Señora de las Nieves en Manzanares el Real.
  - Iglesia de San Ginés en Guadalajara.
  - Iglesia de San Nicolás en Guadalajara.
  - Iglesia de Santiago en Guadalajara.
  - Iglesia Parroquial de San Juan Bautista en Guadalix de la Sierra.
  - Palacio de Don Antonio de Mendoza en Guadalajara.
  - Panteón de la Duquesa de Sevillano en Guadalajara.
  - Palacio del Infantado en Guadalajara.
  - Castillo de los Mendoza en Manzanares el Real.
  - Castillo del Cid en Jadraque.
  - Recinto amurallado en Guadalajara.
  - Casa consistorial en Guadalajara.
  - Casa consistorial en El Casar.
  - Hostal del Reloj en Guadalajara.

## Galería de imágenes
- Wikimedia Commons alberga una categoría multimedia sobre Camino de Santiago Alcarreño.

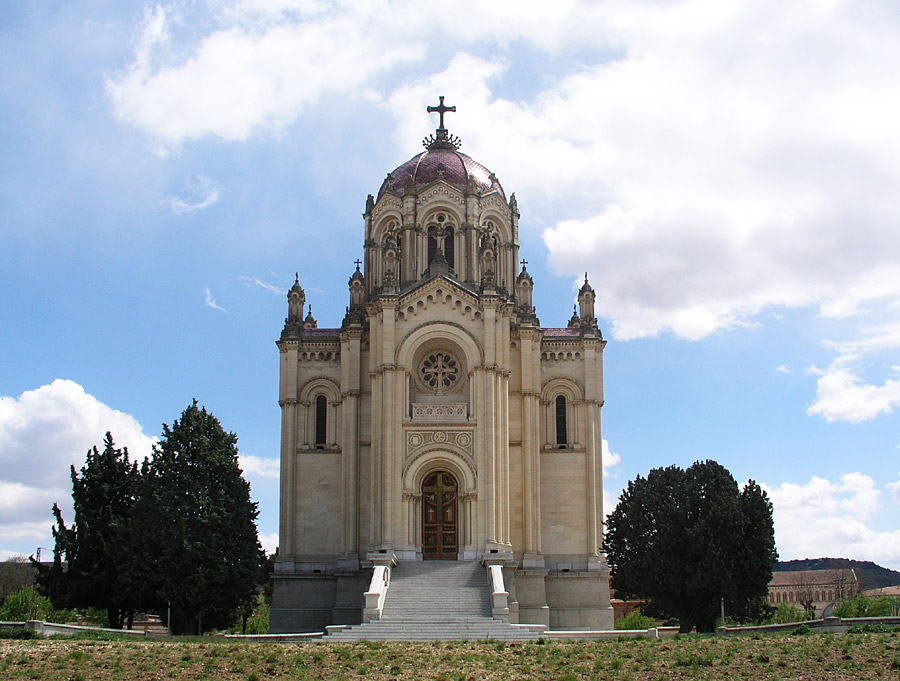
Panteón de la Duquesa de Sevillano en Guadalajara
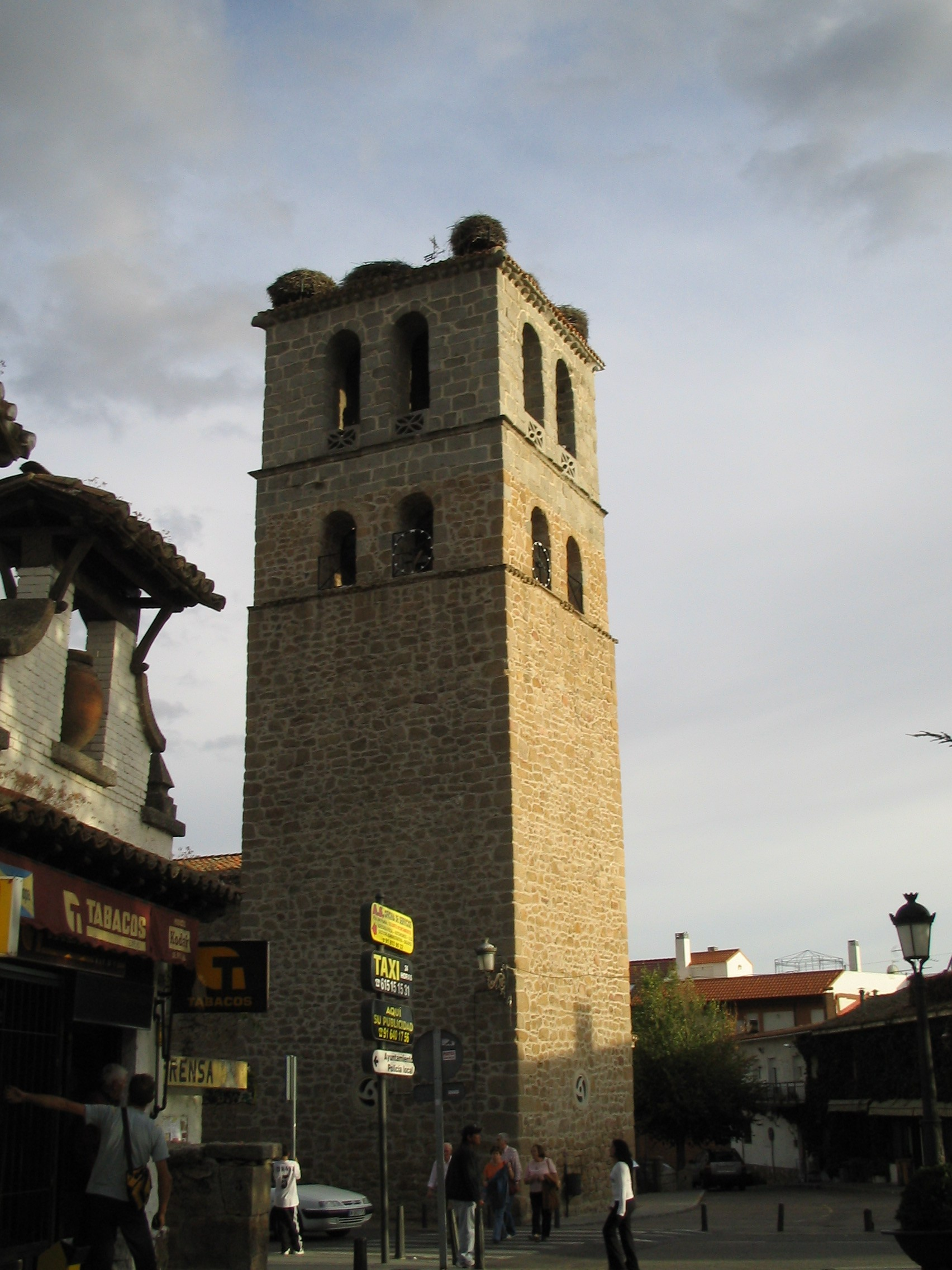
Iglesia de Nuestra Señora de las Nieves en Manzanares el Real
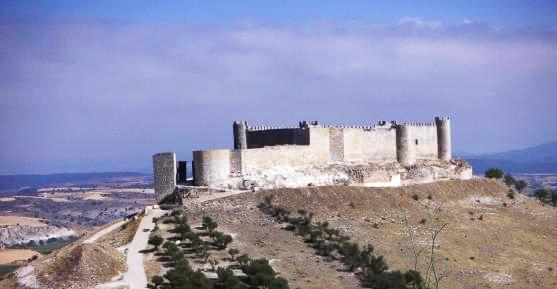
Castillo del Cid en Jadraque

## Saber más
Este artículo es una ampliación de los Caminos de Santiago en España.

## Información en la red
- Federación Española de Amigos del Camino de Santiago

- Datos: Q5742363